# Agència Meteorològica del Japó
L'Agència Meteorològica del Japó (気象庁, Kishōchō?) o AMJ per les seves sigles en català o JMA per les seves sigles en anglès, és el servei meteorològic del Govern del Japó. Encarregada d'obtenir i reportar dades sobre pronòstics meteorològics al Japó, és una part semiautònoma del Ministeri de Terres, Infraestructura i Transport. També s'encarrega de l'observació i l'advertiment de terratrèmols, tsunamis i erupcions volcàniques.
Amb seu a Chiyoda, Tòquio, l'agència té sis oficines administratives. Quatre observatoris marins, cinc auxiliars d'instal·lacions, quatre Centres d'Aviació del Servei Meteorològic local i 47 observatoris meteorològics que són utilitzats per obtenir dades, complementades per satèl·lits meteorològics i diversos centres de recerca.
L'AMJ també opera un Centre Meteorològic Regional Especialitzat per al Pacífic Nord-oest i avisos de ciclons tropicals a l'àrea.